# Gabriele Schiessling

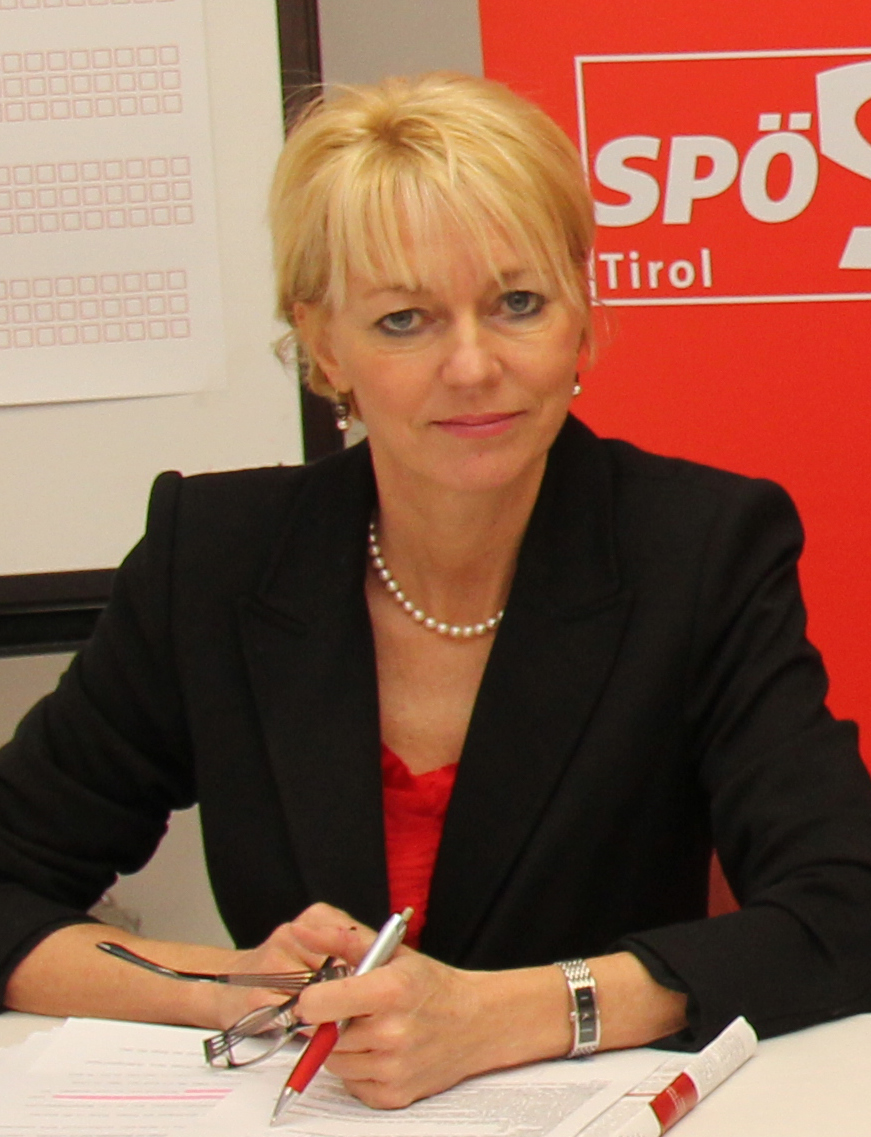
Gabriele Schiessling, 2012

Gabriele Schiessling (* 26. Mai 1962 in Innsbruck) ist eine österreichische Politikerin (SPÖ) und Diplomsozialarbeiterin. Sie war von 1999 bis 2016 Abgeordnete zum Tiroler Landtag.

## Leben
Schiessling besuchte die Volks- und Hauptschule in Innsbruck und maturierte 1981 an der Höheren Bildungslehranstalt für wirtschaftliche Frauenberufe. Sie wechselte danach an die Akademie für Sozialarbeit in Innsbruck, die sie 1983 mit dem Diplom abschloss. In der Folge nahm sie eine Stelle als Diplomsozialarbeiterin am Landeskrankenhaus Innsbruck an. Sie hat derzeit eine Halbtagsstelle an der Universitätsklinik inne. 
Schiessling engagierte sich an ihrem Arbeitsplatz in der Gewerkschaft und wurde 1988 zur Betriebsrätin gewählt. Zwischen 1992 und 1996 war sie als Zentralbetriebsrätin tätig. Nachdem sie 1988 noch als Spitzenkandidatin der Namensliste „Am Puls“ für den Betriebsrat  angetreten war, kandidierte sie 1992 gemeinsam mit der Liste „Sozialdemokratische GewerkschafterInnen“. Schiessling arbeitete in der Folge in der Fraktion Sozialdemokratischer Gewerkschafter (FSG) mit und war zwischen 1994 und 2006 Frauenvorsitzende der FSG im ÖGB Tirol. Von 1994 bis 2000 war sie zudem Kammerrätin der Tiroler Arbeiterkammer. Die Schwerpunkte ihrer Arbeit lagen nach eigenen Angaben im Kampf für gleichen Lohn für gleichwertige Arbeit, eine ausreichende Anzahl an Kinder- und Schülerbetreuungsplätzen und die finanzielle Absicherung von Frauen. Seit 1999 vertritt Schiessling die SPÖ im Tiroler Landtag. Sie ist in der XIV. Gesetzgebungsperiode Obfrau Ausschusses für „Arbeit, Soziales und Gesundheit“ sowie Obmannstellvertreterin im „Ausschuss für Gesellschaft, Bildung, Kultur und Sport“. Nach der Landtagswahl in Tirol 2008 galt Schiessling als aussichtsreichste Kandidatin für das Amt der Landesrätin in der Landesregierung Platter. Schiessling kündigte vor der entscheidenden Sitzung im Landesparteivorstand jedoch an, nur einfache Abgeordnete bleiben zu wollen.
Schiessling ist neben ihrer politischen Funktion seit 1998 auch Vorstandsmitglied der Österreichischen Krebshilfe Tirol und war bis 2005 Vorstandsmitglied im Sozialmedizinischen Verein Tirol. Bis 2006 war sie zudem Präsidentin der Tiroler Volkshilfe.